# Sabacon rossopacificus
Espèce
Sabacon rossopacificus est une espèce d'opilions dyspnois de la famille des Sabaconidae.

## Distribution
Cette espèce est endémique du Kraï du Primorié en Russie. Elle se rencontre vers Partizansk et Krasnoarmeïsk.

## Description
Le mâle holotype mesure 2,6 mm et la femelle paratype 3,0 mm.

## Systématique et taxinomie
Cette espèce a été décrite par Martens en 2015.

## Étymologie
Son nom d'espèce lui a été donné en référence au lieu de sa découverte, la côte Pacifique de la Russie.

## Publication originale
- Martens, 2015 : « Sabacon Simon, 1879 in the Palaearctic: A survey of new and known species from France, Nepal, India, China, Russia and Japan (Arachnida: Opiliones: Sabaconidae). » Biodiversität und Naturausstattung im Himalaya V, Naturkundemuseum, Erfurt, p. 167–210.